# چلپاسه
چَلپاسه (به انگلیسی: Lacerta) به معنی سوسمار یا مارمولک یکی از صور فلکی نیم‌کره شمالی آسمان است.
چلپاسه از گروه ستارگان کم‌رنگ و پرپیچ‌وخمی تشکیل شده‌است که پیدا کردن آن دشوار است.
شکل پیکر چلپاسه در سال ۱۶۸۷ توسط ژوهانس هولیوس (به انگلیسی: Johannes Hevelius) پدید آمد.
این صورت فلکی هیچ‌گونه جرم مسیه ندارد و کهکشانی روشن‌تر از قدر ظاهری ۱۴٫۵ نیز ندارد یک ستاره با نام خاص و خوشه ستاره‌ای کروی نیز ندارد و صور مجاور آن زن برزنجیر، ذات الکرسی، قیفاووس، ماکیان، برساووش هستند.

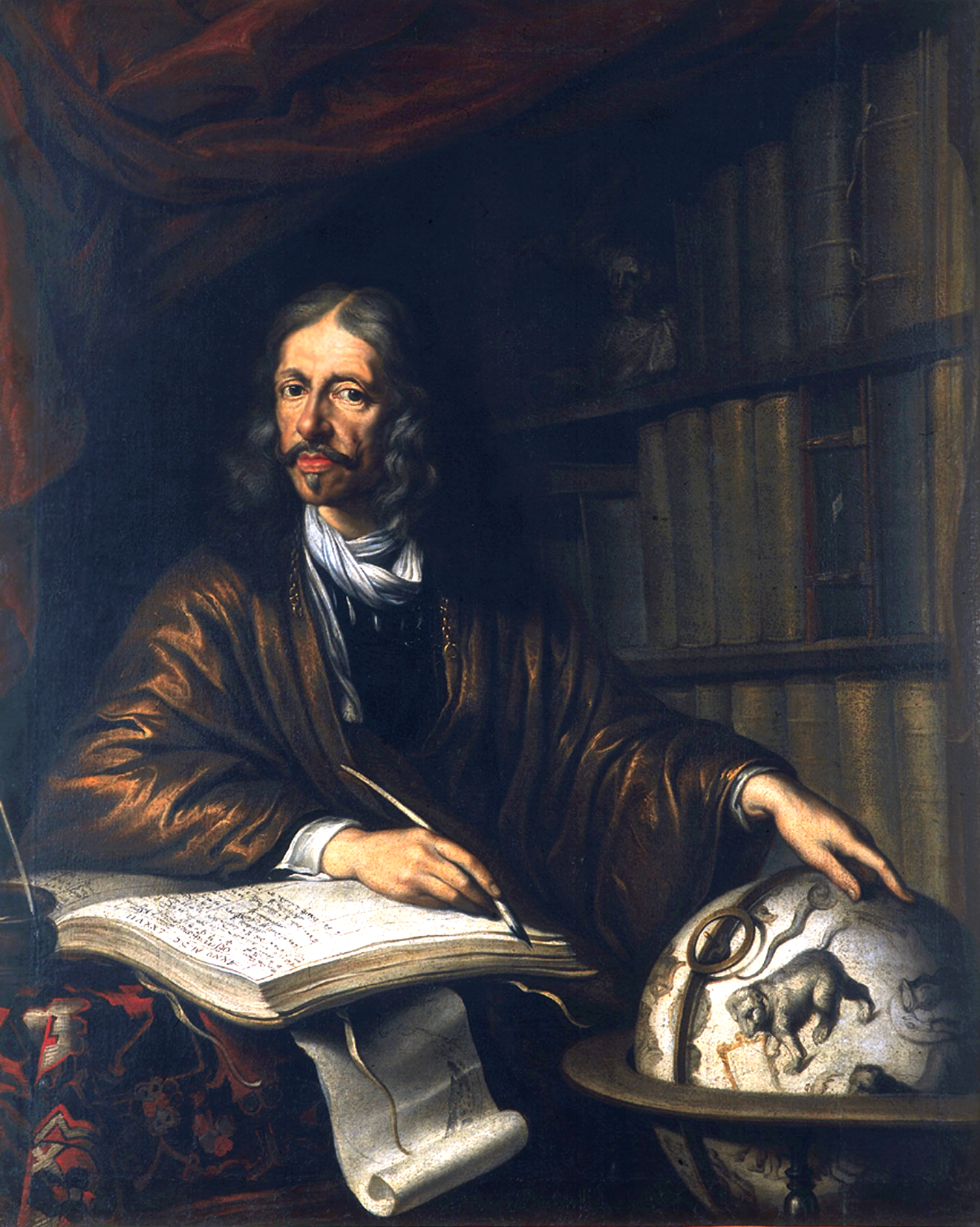
ژوهانس هولیوس ۱۶۱۱–۱۶۸۷

## ویژگی‌های مهم
- آلفا چلپاسه:یک ستاره در رشته اصلی با نوع طیف A1 V و قدر ظاهری 3.77m و یک ستاره دوتایی است.
- روِ ۴۷ :یک گروه از پنج ستاره با قدرهای ۵٫۸, ۹٫۸, ۱۰٫۱, ۹٫۴, ۹٫۸)

## اجرام عمقی آسمان
- NGC 7243: یک خوشه ستاره ای باز با قدر ۶٫۴
- BL چلپاسه:یک ستاره متغیر با دوره کم که قدرش از ۱۴ تا ۱۷تغییر می‌کند.
- ADS 16402: یک مجموعهٔ ستاره‌های دوتایی و سیاره که نوع نادری است.[۲] و سیاره هم اندازه با مشتری است و نام آن HAT P-1 است.